# Radioactief verval
Radioactief verval, ook kernverval, radioactiviteit, radioactieve - of nucleaire desintegratie, is het natuurkundige proces waarbij een instabiele atoomkern energie verliest door ioniserende straling. Materiaal dat onstabiele atoomkernen bevat, wordt als radioactief beschouwd. Drie van de meest voorkomende soorten verval zijn alfa-, bèta- en gammastraling. De zwakke kernkracht is het mechanisme achter bètaverval, de elektromagnetische kracht is verantwoordelijk voor gamma-, en de sterke kernkracht voor alfaverval.

## Vormen van radioactief verval

Weergave van de verschillende vormen van radioactief verval, vertrekkend vanuit het moederisotoop.

De zes voornaamste vervalprocessen zijn:
- alfaverval (α)
- bètaverval (β)
- gammaverval (γ)
- elektronenvangst (ε of EV)
- spontane splijting
- clusterverval (CV)
- neutronenstraling

## Verloop van radioactief verval
Een atoomkern van een radioactief materiaal vervalt op den duur altijd (als er geen invloed van buitenaf is waardoor die op een andere manier verandert). De tijd die verloopt voordat dit gebeurt heeft een exponentiële verdeling met als parameter de vervalconstante {\displaystyle \lambda }.
De kansdichtheid {\displaystyle f} van deze verdeling wordt gegeven door:
{\displaystyle f(t)=\lambda e^{-\lambda t}}
De verdelingsfunctie wordt gegeven door
{\displaystyle F(t)=1-e^{-\lambda t}}
De kans om na een tijd {\displaystyle t} nog niet te zijn vervallen is dus {\displaystyle e^{-\lambda t}}. Dit geldt vanaf elk tijdstip waarop de atoomkern nog niet vervallen is. Het proces is dus geheugenloos.
De verwachtingswaarde van de verdeling is {\displaystyle 1/\lambda }. De halveringstijd is (ln 2)/{\displaystyle \lambda }.
Als er meer atoomkernen zijn dan is de verwachtingswaarde van de fractie niet vervallen atoomkernen gelijk aan {\displaystyle e^{-\lambda t}} (exponentiële afname in de tijd). De frequentie waarmee de reactie nog optreedt is daarmee evenredig. Indien en zolang er veel atoomkernen vervallen is de verwachtingswaarde van de fractie een nauwkeurige benadering van de werkelijke fractie.
De halfwaardetijden zijn vrijwel niet door uitwendige processen te beïnvloeden. De enige uitzondering is het elektronenvangstproces. Daar zijn (zeer) kleine verschillen mogelijk als gevolg van de verschillen in de golffunctie van het ingevangen elektron.